# 자침

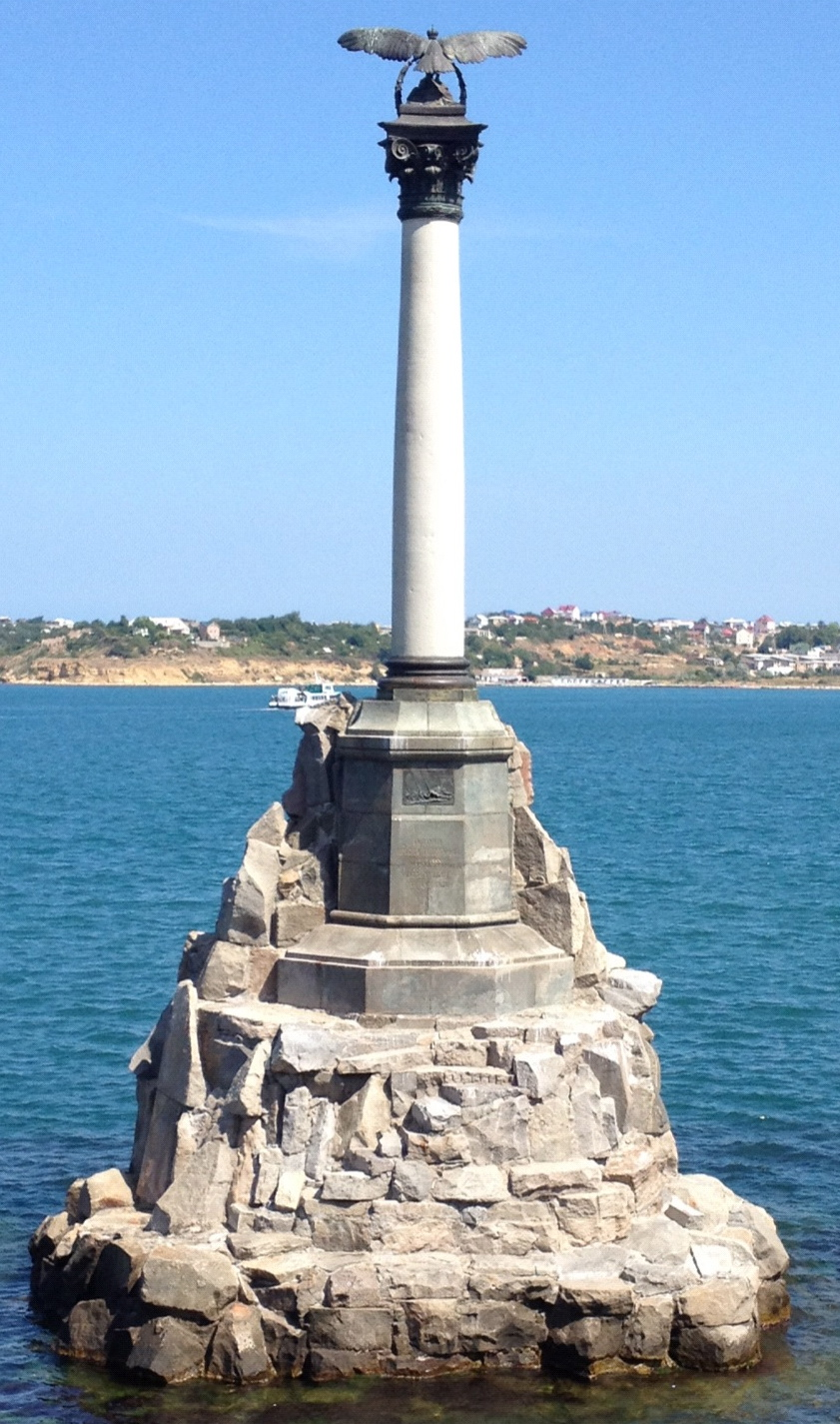
크림 전쟁 중 세바스토폴 포위 공격으로 파괴된 선박을 추모하기 위해 아만두스 애덤슨이 설계한 침몰선 기념비

자침(自沈, scuttling)은 선원들이 고의로 선박을 침몰시키는 일이다. 일반적으로 선체에 구멍을 뚫어서 자침시킨다.
자침은 버려지거나 오래되거나 포획된 선박을 처분하기 위해, 선박이 항해 위험이 되는 것을 방지하기 위해, 선박이 적군에게 포획되는 것을 방지하기 위한 자폭 행위로, 수로나 항구 내에서 항해를 제한하기 위한 봉쇄선으로, 다이버와 해양 생물을 위한 인공 암초를 제공하기 위해, 또는 강의 흐름을 변경하기 위해 수행될 수 있다.

## 예시
- 바운티 호의 반란
- 대양함대 자침사건
- 워싱턴 해군 군축 조약